# 玛纳斯河
玛纳斯河（維吾爾語：ماناس دەرياسى‎，拉丁维文：Manas Deryasi）是天山北坡最大的内流河，發源於中國新疆維吾爾自治區巴音郭楞州和静县境内的依连哈比尔尕山，流入瑪納斯湖，全长504.3公里，為昌吉州、塔城地區、石河子市和克拉瑪依市的界河。河名「玛纳斯」據清末《新疆圖志》記載因河畔有巡邏者而得名，由蒙古语中代表巡逻的「玛纳」與名詞修飾後綴「斯」構成，後被從衛拉特方言（托忒文：ᡏᠠᠨᠠᠰ，转写：manas）借入滿語，乃“巡逻者”之意。玛纳斯县之名亦由此河而來。

## 水文
玛纳斯河源于天山山脉中段的依连哈比尔尕山，源区发育有約八百条总面积達608平方千米的冰川，上游北流切割天山形成峡谷，出山口后向西北流经山前冲积平原，绕古尔班通古特沙漠西部入玛纳斯湖。
玛纳斯河的水源来自高山融雪和降水，上游集水面积5156平方公里，流域面积10650平方公里，多年平均径流量12.8亿立方米，年平均流量每秒40.5立方米，年均輸沙量196萬噸。每年11月至次年4月之流量仅占全年径流量的14.4%，6到8月水量最大，占全年径流量的66.84%。

## 利用
清代时就开始开采玛纳斯河河床出產的碧玉和黃金。从1950年代起在以玛纳斯河为主要水源的玛纳斯河灌区修建了大量水利工程，包括躍進水庫、大泉溝水庫、蘑菇湖水庫、夾河子水庫等20座平原水库，总库容約5.2亿立方米，灌區進水閘設計流量每秒105立方米，灌溉面积达2040平方千米，作物以小麦、棉花、玉米为主。
玛纳斯河是候鸟迁徙的重要一站，部分河段被划设为玛纳斯河国家湿地公园，但长期的过度取水致使玛纳斯河只能流到克拉玛依东南的大小拐子洼地，中下游河道常年处于断流状态，造成湿地生态功能区严重退化，玛纳斯湖也于1962年以后干涸。